# La joven pastora
La joven pastora es una pintura de 1885 de William-Adolphe Bouguereau (1825–1905). Se exhibe en el Museo de Arte de San Diego.
La pintura muestra a una joven muchacha descalza vestida de campesina, dando la espalda pero mirando al espectador. Sus manos atrás, sosteniendo una planta. Al fondo pastan las ovejas que guarda. Es comparable a La Pastora, una pintura similar del mismo artista.
Esta y otras imágenes similares del artista atrajeron a coleccionistas de Europa y América debido a su contenido idílico. En tales trabajos el artista describió una variedad de poses y expresiones, en este caso mostrando la leve curiosidad de la joven.
Al retratar a una pastora idealizada en un entorno campestre Bouguereau actualizaba el género pastoral, creado y desarrollado por poetas y artistas griegos y helenísticos. Pintores franceses que le precedieron en él fueron Claudio de Lorena, Poussin, y Watteau.